# 6. Screen Actors Guild-gála
A 6. Screen Actors Guild-gála az 1999-es év legjobb filmes és televíziós alakításait értékelte. A díjátadót 2000. március 12-én tartották a Los Angeles-i Shrine Auditoriumban. A ceremóniát a TNT televízióadó közvetítette élőben, a jelöltek listáját pedig 2000. február 1-jén jelentette be Lolita Davidovich és Blair Underwood.

## Győztesek és jelöltek

### Screen Actors Guild-életműdíj
Sidney Poitier

### Film
| Legjobb férfi főszereplő | Legjobb férfi főszereplő | Legjobb női főszereplő     | Legjobb női főszereplő |
| --- | --- | -------------------------- | --- |
| | Kevin Spacey – Amerikai szépség (Lester Burnham) - Jim Carrey – Ember a Holdon (Andy Kaufman) - Russell Crowe – A bennfentes (Jeffrey Wigand) - Philip Seymour Hoffman – Hibátlanok (Rusty) - Denzel Washington – Hurrikán (Rubin "Hurricane" Carter) |                            | Annette Bening – Amerikai szépség (Carolyn Burnham) - Janet McTeer – Pasifogó (Mary Jo Walker) - Julianne Moore – Egy kapcsolat vége (Sarah Miles) - Meryl Streep – A szív dallamai (Roberta Guaspari) - Hilary Swank – A fiúk nem sírnak (Brandon Teena) |
| Legjobb férfi mellékszereplő | Legjobb férfi mellékszereplő | Legjobb női mellékszereplő | Legjobb női mellékszereplő |
| | Michael Caine – Árvák hercege (Dr. Wilbur Larch) - Chris Cooper – Amerikai szépség (Frank Fitts) - Tom Cruise – Magnólia (Frank T.J. Mackey) - Michael Clarke Duncan – Halálsoron (John Coffey) - Haley Joel Osment – Hatodik érzék (Cole Sear)       |                            | Angelina Jolie – Észvesztő (Lisa Rowe) - Cameron Diaz – A John Malkovich menet (Lotte Schwartz) - Catherine Keener – A John Malkovich menet (Maxine Lund) - Julianne Moore – Magnólia (Linda Partridge) - Chloë Sevigny – A fiúk nem sírnak (Lana Tisdel) |
| Legjobb szereplőgárda (mozifilm) | |                            | |
| Amerikai szépség – Annette Bening, Wes Bentley, Thora Birch, Chris Cooper, Peter Gallagher, Allison Janney, Kevin Spacey, Mena Suvari - A John Malkovich menet – Orson Bean, John Cusack, Cameron Diaz, Catherine Keener, John Malkovich, Mary Kay Place, Charlie Sheen - Árvák hercege – Jane Alexander, Erykah Badu, Kathy Baker, Michael Caine, Delroy Lindo, Tobey Maguire, Kate Nelligan, Paul Rudd, Charlize Theron - Halálsoron – Patricia Clarkson, James Cromwell, Jeffrey DeMunn, Michael Clarke Duncan, Graham Greene, Tom Hanks, Bonnie Hunt, Doug Hutchison, Michael Jeter, David Morse, Barry Pepper, Sam Rockwell, Harry Dean Stanton - Magnólia – Jeremy Blackman, Tom Cruise, Melinda Dillon, April Grace, Luis Guzmán, Philip Baker Hall, Philip Seymour Hoffman, Ricky Jay, William H. Macy, Alfred Molina, Julianne Moore, John C. Reilly, Jason Robards, Melora Walters | |                            | |

### Televízió
| Legjobb színész (minisorozat vagy tévéfilm) | Legjobb színész (minisorozat vagy tévéfilm) | Legjobb színésznő (minisorozat vagy tévéfilm) | Legjobb színésznő (minisorozat vagy tévéfilm) |
| --- | --- | --------------------------------------------- | --- |
| | Jack Lemmon – Leckék az életről (Morrie Schwartz) - Hank Azaria – Leckék az életről (Mitch Albom) - Peter Fonda – Egy filozófusnő szerelmei (Frank) - George C. Scott – Majomper (Matthew Harrison Brady) - Patrick Stewart – Karácsonyi ének (Ebenezer Scrooge) |                                               | Halle Berry – Fekete csillag (Dorothy Dandridge) - Kathy Bates – Annie (Miss Agatha Hannigan) - Judy Davis – A Cooler Climate (Paula) - Sally Field – A Cooler Climate (Iris) - Helen Mirren – Egy filozófusnő szerelmei (Ayn Rand)                       |
| Legjobb színész (drámasorozat) | Legjobb színész (drámasorozat) | Legjobb színésznő (drámasorozat)              | Legjobb színésznő (drámasorozat) |
| | James Gandolfini – Maffiózók (Tony Soprano) - David Duchovny – X-akták (Fox Mulder) - Dennis Franz – New York rendőrei (Andy Sipowicz) - Rick Schroder – New York rendőrei (Danny Sorenson) - Martin Sheen – Az elnök emberei (Josiah Bartlet)                   |                                               | Edie Falco – Maffiózók (Carmela Soprano) - Gillian Anderson – X-akták (Dana Scully) - Lorraine Bracco – Maffiózók (Jennifer Melfi) - Nancy Marchand – Maffiózók (Livia Soprano) - Annie Potts – Sírig tartó barátság (Mary Elizabeth "M.E." O'Brien Sims) |
| Legjobb színész (vígjátéksorozat) | Legjobb színész (vígjátéksorozat) | Legjobb színésznő (vígjátéksorozat)           | Legjobb színésznő (vígjátéksorozat) |
| | Michael J. Fox – Kerge város (Mike Flaherty) - Kelsey Grammer – Frasier – A dumagép (Frasier Crane) - Peter MacNicol – Ally McBeal (John Cage) - David Hyde Pierce – Frasier – A dumagép (Niles Crane) - Ray Romano – Szeretünk Raymond (Ray Barone)             |                                               | Lisa Kudrow – Jóbarátok (Phoebe Buffay) - Calista Flockhart – Ally McBeal (Ally McBeal) - Lucy Liu – Ally McBeal (Ling Woo) - Sarah Jessica Parker – Szex és New York (Carrie Bradshaw) - Tracey Ullman – Tracey Takes On… (Chic)                         |
| Legjobb szereplőgárda (drámasorozat) | |                                               | |
| Maffiózók – Lorraine Bracco, Dominic Chianese, Jamie-Lynn Sigler, Edie Falco, James Gandolfini, Robert Iler, Michael Imperioli, Nancy Marchand, Vincent Pastore, Tony Sirico, Steven Van Zandt - Vészhelyzet – Anthony Edwards, Laura Innes, Alex Kingston, Eriq La Salle, Julianna Margulies, Paul McCrane, Michael Michele, Erik Palladino, Gloria Reuben, Goran Vinsjic, Noah Wyle - Esküdt ellenségek – Benjamin Bratt, Angie Harmon, Steven Hill, Carey Lowell, Jesse L. Martin, Jerry Orbach, Sam Waterston - New York rendőrei – Bill Brochtrup, Gordon Clapp, Kim Delaney, Dennis Franz, James McDaniel, Rick Schroder, Andrea Thompson, Nicholas Turturro - Ügyvédek – Michael Badalucco, Lara Flynn Boyle, Lisa Gay Hamilton, Steve Harris, Camryn Manheim, Dylan McDermott, Marla Sokoloff, Kelli Williams | |                                               | |
| Legjobb szereplőgárda (vígjátéksorozat) | |                                               | |
| Frasier – A dumagép – Peri Gilpin, Kelsey Grammer, Jane Leeves, John Mahoney, David Hyde Pierce - Ally McBeal – Gil Bellows, Lisa Nicole Carson, Portia de Rossi, Calista Flockhart, Greg Germann, Jane Krakowski, Lucy Liu, Peter MacNicol, Vonda Shepard, Courtney Thorne-Smith - Szeretünk Raymond – Peter Boyle, Brad Garrett, Patricia Heaton, Doris Roberts, Ray Romano, Madylin Sweeten - Jóbarátok – Jennifer Aniston, Courteney Cox, Lisa Kudrow, Matt LeBlanc, Matthew Perry, David Schwimmer - Esti meccsek – Josh Charles, Robert Guillaume, Felicity Huffman, Peter Krause, Sabrina Lloyd, Joshua Malina | |                                               | |

## Fordítás
- Ez a szócikk részben vagy egészben  a(z)   6th Screen Actors Guild Awards című angol Wikipédia-szócikk ezen változatának fordításán alapul.  Az eredeti cikk szerkesztőit annak laptörténete sorolja fel. Ez a jelzés csupán a megfogalmazás eredetét és a szerzői jogokat jelzi, nem szolgál a cikkben szereplő információk forrásmegjelöléseként.